# Čyžoŭka-Arena
La Čyžoŭka-Arena (in bielorusso Чыжоўка-Арэна?, Čyžoŭka-Arėna; in russo Чижовка-Арена?, Čyžoŭka-Arena) è un'arena multiuso a Minsk, in Bielorussia.
È usata perlopiù per l'hockey su ghiaccio, ed ospita gli incontri della seconda squadra della città, lo Junost Minsk. È stata realizzata in occasione del campionato mondiale di hockey su ghiaccio maschile 2014, accanto alla più capiente Minsk-Arena.